# Az Amerikai Egyesült Államok zászlóinak képtára
Ez az Amerikai Egyesült Államokban használt, vagy azzal kapcsolatba hozható zászlók képtára.

## Nemzeti zászló

### A zászló kinézetének történelmi fejlődése
A csillagok pontos mintája egészen 1912-ig, a pontos színek 1934-ig nem voltak meghatározva. Az itt bemutatott történelmi zászlók közül sok a gyakori és nem a hivatalos dizájnt mutatja.

1960 –
1959–1960
1912–1959
1908–1912
1896–1908
1891–1896
1890–1891
1877–1890
1867–1877
1865–1867
1863–1865
1861–1863
1859–1861
1858–1859
1851–1858
1848–1851
1847–1848
1846–1847
1845–1846
1837–1845
1836–1837
1822–1836
1820–1822
1819–1820
1818–1819
1795–1818 (a Csillagos Sávos Lobogó)
1777–1795
1776–1777 (a Grand Union Flag (a brit Union Flag mintájára)

### Más történelmi változatok

"Betsy Ross" körben elhelyezett 13-csillagos változat
Bennington-i csata változat

### Javasolt dizájnok

51-csillagos amerikai zászló (az Amerikai Hadsereg Címertani Intézménye javaslata)
51-csillagos amerikai zászló (az Új Haladó Puerto Ricó-i Párt javaslata)

### Zászlók hasonló dizájnnal

Abházia zászlaja
A Baleár-szigetek zászlaja
Az első brazil köztársaság zászlaja (1889)
A Brit Kelet-indiai Társaság zászlaja (1707 előtt)
A Brit Kelet-indiai Társaság zászlaja (1707 után)
A Brit Kelet-indiai Társaság zászlaja (1801 után)
Bretagne zászlaja
Salvador zászlaja (1865–1912)
Görögország zászlaja
Hawaii zászlaja
Libéria zászlaja
Malajzia zászlaja
Az Amerikai Egyesült Államok yacht zászlója
Az Amerikai Egyesült Államok első tengerészeti orrárbóc lobogója (történelmi)
Uruguay zászlaja
Nyugat-Pápua zászlaja

## Állami zászlók
2001-ben az Észak-Amerikai Vexillológiai Szövetség (North American Vexillological Association) (NAVA) felmért 72 amerikai és kanadai állami, tartományi és területi zászlót a dizájn minősége szempontjából
.
Itt az első és az utolsó négy helyen álló állami zászló és az elért eredményük a felmérés 10-pontos skáláján:

Új-Mexikó (8.61)
Texas (8.13)
Maryland (7.97)
Alaszka (7.96)
Kansas (3.01)
Montana (3.00)
Nebraska (2.98)
Georgia (2.36) (ezt követően megváltoztatták)

## Területi, Nemzetközösségi és Szövetségi Körzet zászlai

Washington, D.C. (szövetségi kerület)
Puerto Rico (nemzetközösségi státusszal rendelkező terület)
Guam (terület)
Amerikai Szamoa (terület)
Amerikai Virgin-szigetek zászlaja
Északi-Mariana-szigetek zászlaja

## Szigeti területek nem hivatalos zászlói
Az Amerikai Egyesült Államok nemzeti zászlaja a hivatalos az összes szigeten, atollon és zátonyon, amik  az Amerikai Csendes-óceáni szigeteket alkotják. Azonban e 9 szigetből ötön használnak nem hivatalos zászlókat is, ezek:

Midway-atoll
Palmyra-atoll
Wake-sziget

Forrás:
- United States Minor Outlying Islands a Világ zászlói (Flags of the World) weboldalon

## Városi zászlók
2004-ben a NAVA felmérte 150 amerikai város zászlaját a dizájn minősége szempontjából.

Itt az első 8 helyezett zászló a felmérés 10-pontos skáláján elért eredményük alapján.

Washington, D.C. zászlaja (9.17)
Chicago, IL zászlaja (9.03)
Denver, Colorado zászlaja (8.86)
Saint Louis, Missouri zászlaja (8.56)
Wichita, Kansas zászlaja (8.41)
Portland, Oregon zászlaja (8.38)
Indianapolis, Indiana zászlaja (8.35)

## Hadi zászlók

a hadsereg zászlaja
a légierő zászlaja
a parti őrség zászlaja
Gadsden-zászló (történelmi)
a tengerészgyalogság zászlaja
a hadiflotta zászlaja
az első tengerészeti orrárbóc-lobogó (történelmi, és 2002–)
Tengerészeti orrárbóc-lobogó (1960–2002)
Hadifogyoly/Bevetés közben eltűnt zászló

## Őslakosok törzsi zászlói

Az Arapahók zászlaja
A Cseroki Nemzet zászlaja
A Sac és Fox Nemzet zászlaja
Az Irokézek zászlaja
Az Észak-Sájen Nemzet zászlaja
A Krík Nemzet zászlaja

## Történelmi zászlók

A tizenhárom gyarmat zászlaja
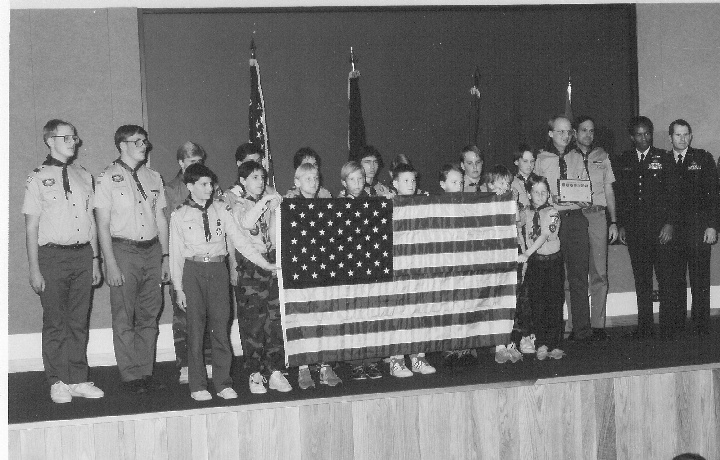
Challenger zászló (1986)
Fort Sumter zászló (1861)
Gadsden-zászló

### Konföderációs zászlók

Első nemzeti zászló
Második nemzeti zászló
Harmadik nemzeti zászló
Csata zászló
Tengerészeti lobogó (1863)
Tengerészeti orrlobogó, 1861–1863
Tengerészeti orrlobogó, 1863–1865